# Therese Borssén
 Therese Borssén (Rättvik, 12 december 1984) is een Zweeds voormalige alpineskiester. Ze nam tweemaal deel aan de Olympische Winterspelen, maar behaalde geen medaille.

## Carrière
Borssén maakte haar wereldbekerdebuut in november 2003 tijdens de reuzenslalom in Park City. Op 29 december 2006 behaalde ze haar enige overwinning in een wereldbekerwedstrijd tijdens de slalom in Semmering.
Op de Olympische Winterspelen 2006 eindigde Borssén op de 8e plaats in de slalom. Vier jaar later, in Vancouver, was ze opnieuw van de partij op de Olympische Spelen. Dit keer liet ze een 21e plaats in de slalom optekenen.
In 2005 behaalde Borssén een 5e plaats op de slalom op het WK. Op het WK 2007 behaalde Borssén een 7e plaats op de slalom.

## Resultaten

### Titels
Zweeds kampioene slalom – 2008, 2012

### Wereldkampioenschappen
| Jaar | Plaats                 | Resultaten                 |
| ---- | ---------------------- | -------------------------- |
| 2005 | Bormio                 | 5e Slalom 32e Reuzenslalom |
| 2007 | Åre                    | 7e Slalom 33e Reuzenslalom |
| 2009 | Val d'Isère            | DNF1 Slalom                |
| 2011 | Garmisch-Partenkirchen | DNF1 Slalom                |

### Olympische Spelen
| Jaar | Plaats    | Resultaten |
| ---- | --------- | ---------- |
| 2006 | Turijn    | 8e Slalom  |
| 2010 | Vancouver | 21e Slalom |

### Wereldbeker

#### Eindklasseringen
| Seizoen   | Algm | SL  | RS  |
| --------- | ---- | --- | --- |
| 2003/2004 | 48e  | 20e | 56e |
| 2004/2005 | 62e  | 25e | -   |
| 2005/2006 | 28e  | 7e  | -   |
| 2006/2007 | 18e  | 4e  | 37e |
| 2007/2008 | 22e  | 6e  | 38e |
| 2008/2009 | 33e  | 11e | 50e |
| 2009/2010 | 67e  | 23e | -   |
| 2010/2011 | 38e  | 11e | -   |
| 2011/2012 | 24e  | 8e  | -   |
| 2012/2013 | 50e  | 16e | -   |

#### Wereldbekerzeges
| Datum            | Plaats    | Discipline |
| ---------------- | --------- | ---------- |
| 29 december 2006 | Semmering | Slalom     |